# Kevin Spencer
Kevin Spencer és una sèrie de dibuixos animats per a adults creada per Greg Lawrence, que actualment s'emet al Canadà pel canal Comedy Network. Va ser emesa a Catalunya pel Canal 33 al programa Sputnik entre els anys 2003 i 2005, i a la resta d'Espanya pel canal Cuatro.
La sèrie es va començar l'any 1999 i va durar fins al 2005 i es van realitzar 113 episodis en vuit temporades.
La sèrie se centra en les aventures de la família Spencer, sobretot les de l'únic fill, un noi de catorze anys anomenat Kevin, que viu amb els seus pares a la ciutat canadenca d'Landville.
Kevin Spencer és un noi fumador empedreït, alcohòlic, drogoaddicte, inhalador de pintura, addicte al xarop per la tos i sociòpata.
No encaixa en la societat i gairebé mai va a l'escola perquè és expulsat cada dos per tres, a part que en moltes ocasions va a parar a la presó.
A més a més en Kevin veu una oca màgica, anomenada Allan que viu a dintre el seu cap i que li fa en part de veu de la consciència, però també l'incita a cometre alguns dels seus pitjor actes.
No parla en tota la sèrie, ja que quan en Kevin ha de dir alguna cosa, un narrador ho fa per ell.
Els pares d'en Kevin, en Percy i l'Anastàsia són, igual que ell, fumadors, alcohòlics i drogaaddictes, de manera que l'ambient familiar que es crea és força surrealista.
En Percy només té dues obsessions: aconseguir tabac i alcohol, no treballa mai i viu pendent de cobrar diners del govern. Igual que el seu fill, tendeix a acabar a la presó al final dels episodis.
L'Anastàsia és una dona grassa, lletja i sense cap mena d'instint maternal. A més á més és una sortida que no para de fer el salt al seu marit sempre que pot.

## Llista d'episodis
| Temporada | Temporada   | Episodis | Creació |
| --------- | ----------- | -------- | ------- |
|           | Temporada 1 | 13       | 1999    |
|           | Temporada 2 | 18       | 2000    |
|           | Temporada 3 | 19       | 2001    |
|           | Temporada 4 | 18       | 2002    |